# 傑巴水電站
9°8′8″N 4°47′16″E / 9.13556°N 4.78778°E
傑巴水電站位於奈及利亞境內，依賴尼日河河水發電，裝機容量為540百萬瓦特，能供應364,000戶家庭的用電需求。